# 23768 Abu-Rmaileh
23768 Abu-Rmaileh este un asteroid din centura principală de asteroizi.

## Descriere
23768 Abu-Rmaileh este un asteroid din centura principală de asteroizi. A fost descoperit pe 24 iunie 1998 la Socorro, New Mexico, în cadrul proiectului LINEAR. Asteroidul prezintă o orbită caracterizată de o semiaxă mare de 2,29 ua, o excentricitate de 0,10 și o înclinație de 4,2° în raport cu ecliptica.